# Walliska
Walliska, eller faka'uvea eller östuvea, är ett polynesiskt språk som talas i Wallisöarna som är en del av Frankrike. Språkets närmaste släktspråk är östfutuna och niaufo'ou. Walliska anses vara stabil.. År 2017 uppskattades det att finnas 20 000 talare.
Språket skrivs med latinska alfabetet. Bibeln översattes till walliska år 2011.

## Fonologi

### Konsonanter
|          | Bilabial | Labiodental | Alveolar | Velar | Glottal |
| -------- | -------- | ----------- | -------- | ----- | ------- |
| Nasal    | m        |             | n        | ŋ     |         |
| Klusil   | p        |             | t        | k     | ʔ       |
| Frikativ |          | f \| v      | s        |       | h       |
| Lateral  |          |             | l        |       |         |

Källa:

### Vokaler
|            | Främre | Central | Bakre |
| ---------- | ------ | ------- | ----- |
| Sluten     | i      |         | u     |
| Halvsluten | e      |         | o     |
| Öppen      |        | a       |       |

Källa: